# Parafia Matki Bożej Fatimskiej we Włocławku
Parafia Matki Bożej Fatimskiej we Włocławku – rzymskokatolicka parafia we Włocławku, należąca do diecezji włocławskiej i dekanatu włocławskiego II. Powołana w 1997 roku przez księdza biskupa Bronisława Dembowskiego. Obsługiwana przez Braci Pocieszycieli.
W 2011 kościół parafialny został podniesiony do rangi Sanktuarium Męczeństwa bł. ks. Jerzego Popiełuszki.

## Proboszczowie
Źródło: strona internetowa parafii
- o. Ludwik M. Pociask CCG (1997–2002)
- o. Tomasz M. Prajzendanc CCG (2002–2007)
- o. Ludwik M. Pociask CCG (2007–2008)
- o. Kamil M. Kraciuk CCG (2008–2014)
- o. Damian M. Kosecki CCG (od 2015)

## Kościoły
- kościół parafialny: Kościół Matki Bożej Fatimskiej we Włocławku
- kaplica filialna: Kaplica Niepokalanego Poczęcia Najświętszej Maryi Panny w Modzerowie